# Hank Earl Carr
 (avril 2023).
Hank Earl Carr est né le 31 janvier 1968 à Atlanta (États-Unis) et mort le 19 mai 1998 dans le Comté de Hernando (Floride). Criminel condamné, Hank a mortellement blessé le fils de 4 ans de sa petite-amie par l'usage d'un fusil le 19 mai 1998. Il a été interpellé, mais est parvenu à se libérer de ses menottes et à s'échapper en tuant deux inspecteurs de la police de Tampa qui l'emmenaient au poste de police et un policier de l'État de Floride. Il s'est ensuite retranché dans une supérette en prenant en otage l'une des employés avant de se suicider d'une balle dans la tête.
Les meurtres des agents de police ont suscité une controverse nationale sur la manière appropriée de menotter un criminel présumé et les médias locaux ont été largement critiqués pour avoir entravé le travail de la police alors que Hank Carr était retranché avec un otage dans une supérette.

## Meurtres et suicide
Le matin du 19 mai, vers 10 heures 30, Hank Carr a conduit le fils de sa compagne Bernice Bowen dans une caserne de pompiers, car ce dernier était blessé par balle au niveau de la tête, mais à ce moment précis, les circonstances de la blessure n'étaient pas encore connues, car l'homme a affirmé que le garçon avait en sa possession un fusil avec lequel il se promenait, quant un tir accidentel à eu lieu. Plus tard, Hank reconnaitra qu'il tenait lui-même le fusil quand le tir est parti.
Hank Carr, après avoir dit à la police qu'il était Joseph Bennett, le père de l'enfant, a couru vers le lieu de la fusillade tout en étant poursuivi par la police. Menaçant un officier avec un fusil, il l'a laissé tomber et s'est de nouveau enfui avant de se faire attraper et menotter. Les inspecteurs de police de Tampa, Randy Bell et Ricky Childers, l'ont ramené à l'appartement où le garçon avait été abattu pour continuer à l'interroger. Lors du trajet pour rejoindre le poste de police, les inspecteurs Bell et Childers étant assis sur les sièges avant et Hank Carr derrière eux, mais menotté par devant, ce qui lui a permis de déverrouiller ses menottes à l'aide d'une clé qu'il avait sur lui, puis a désarmé l'inspecteur Childers en lui arrachant son Glock de son holster. Dans la lutte qui a suivi, Carr a tiré sur les deux officiers au visage, les tuant sur le coup.
En sortant de la voiture, il a détourné une camionnette et s'est enfui afin de rendre visite brièvement à sa mère et est reparti pour faire le plein d'essence dans une station-service locale, il s'est engagé sur l'Interstate 75 en direction du nord. Le premier policier à la poursuite du fugitif était un policier de l'État de Floride, James Crooks, et alors qu'il s'approchait, Hank Carr a viré sur une bretelle de sortie située dans le comté de Pasco, puis il s'est arrêté avant de sortir de la camionnette. Alors que Crooks s'arrêtait à son tour dans le but de l'appréhender, Carr s'est approché et lui a tiré deux balles dans la tête, le tuant instantanément.
De retour dans la camionnette, Carr s'est enfui alors que plusieurs voitures de police et un hélicoptère se lancèrent à sa poursuite à grande vitesse, conduisant à des échanges de tir. Hank Carr dû quitter l'autoroute du fait que son véhicule avait les pneus crevés et qu'il n'avait plus de munitions. Hank découvre la présence d'une supérette et décide d'entrer à l'intérieur en prenant en otage Stephanie Kramer, une employée enceinte. Le reste de l'après-midi, il est resté dans le magasin, alors que près de 200 agents l'encerclaient. La station de radio locale WFLA a mené des entretiens téléphoniques au milieu de la crise, s'attirant plus tard, les critiques des experts en journalisme et de la police. A 19 heures 20, l'otage est relâchée par son ravisseur qui se suicide alors que l'équipe du SWAT pénétrait de force dans le bâtiment.

## Conséquences
Le fils de Bernice Bowen est finalement décédé, portant à quatre le nombre de personnes tuées par Hank Carr. Dans un témoignage ultérieur, il a été révélé qu'il avait abusé de Bowen et de ses enfants, et il s'est avéré qu'il avait déjà été condamné pour des antécédents de crimes violents, d'agression contre les forces de l'ordre et qu'il faisait l'objet de plusieurs mandats d'arrêt dans différents États.
En 1999, Bernice Bowen a été reconnue coupable de négligence à l'égard d'un enfant pour avoir permis à Hank Carr de côtoyer ses enfants. Les procureurs ont soutenu que le fait que Bernice soit au courant de l'histoire de Carr, aurait dû la conduire à lui interdire de voir des enfants. Elle a été condamnée à 15 ans de prison. Plus tard en 1999, elle a été accusée d'avoir aidé et encouragé l'évasion de Carr, ainsi que de complicité dans les meurtres de son fils et des trois policiers. Même après qu'un officier l'ait suppliée de lui dire le vrai nom de Carr, celle-ci ne l'a pas fait. Les procureurs ont affirmé que si elle l'avait fait, la police aurait su qu'il était recherché et qu'il avait déjà été condamné par le passé.
Elle a été condamnée à 21 ans et demis de prison, à purger en même temps que sa peine pour négligence envers des enfants. Cependant, ces condamnations ont été rejetées en appel en 2001. Une cour d'appel d'État a conclu que les procureurs se concentraient trop sur ce que Bowen aurait dû faire pour empêcher les actes commis par Carr, plutôt que sur ce qu'elle avait fait après que les crimes aient été commis. Le tribunal l'a également acquittée de l'infraction de complicité dans la mort de son fils et du policier d'Etat Crooks. Elle a été reconnue coupable des autres chefs d'accusation en 2002 et condamnée à 20 ans de prison. Les directives en matière de condamnation ne prévoyaient que des sanctions situées entre 6 et 11 ans, mais en la condamnant, le juge a déclaré que les mensonges de Bowen à la police étaient si graves qu'ils mettaient le public en danger. Cette peine est également concomitante à sa condamnation pour maltraitance d'enfants et elle a été libérée en octobre 2016.
Les experts ont ensuite exprimé leur choc en raison du fait que les inspecteurs avaient menotté Hank par devant au lieu de lui mettre les mains dans le dos. Néanmoins, d'autres ont défendu cette action de la police, en avançant que pour les inspecteurs à l'époque, ils étaient face à un père endeuillé, mais pas face à un criminel violent. La gestion de la situation par les médias a également fait l'objet de vives critiques, car en plus de l'interview en direct de la station de radio, les équipes de tournage des chaînes de télévision locales diffusaient des images en direct de la zone entourant la supérette.

## Culture populaire
L'affaire impliquant Hank Carr a été présenté dans plusieurs séries télévisées telles que World's Wildest Police Videos en 1998 et dans Investigation Discovery 's Hostage: Do or Die en 2011.